# Ball de bastons de Ribes
Els balls de bastons de Ribes són la varietat local del ball de bastons que es ballen al poble de Ribes, a Sant Pere de Ribes (Garraf). A Ribes, el ball de bastons és un dels balls populars més importants pel que fa a la seva història, al nombre de colles i a la quantitat de balladors. Es calcula que en els darrers 20 anys, a Ribes han ballat el ball de bastons més d'un miler de persones.

## Història
Està documentat per primer cop el 1876, però ja s'esmenta com un ball antic. Es té constància que al segle xix va sortir almenys per Sant Pau o Sant Pere del 1876, 1877, 1886, 1889, 1892, i 1898. En totes les Festes Majors a partir del 1901 fins avui dia, no ha faltat mai, exceptuant per Sant Pau del 1919, durant la Guerra Civil i per Sant Pere de 2020 a causa de la pandèmia per la Covid-19, quan les Festes Majors no es van celebrar. No obstant això, en aquesta última ocasió, van ballar-lo alguns espontanis.
Durant la Segona República hi va haver dues colles de bastoners, una que agrupava els bastoners de dretes i l'altra els d'esquerres.
Se sap que un cop acabada la Guerra Civil, les músiques dels balls van canviar per les del ball de bastons de Sitges i de Vilanova i la Geltrú, però la coreografia dels balls es va mantenir. Les peces musicals eren tocades per gralles, tot i que anteriorment s'havia tocat amb flabiol.
Durant el franquisme, al contrari que en altres poblacions del Penedès i del Camp de Tarragona, van anar apareixent altres balls populars, que juntament amb l'única colla del ball de bastons i els cabeçuts i el drac primitiu, van anar consolidant i millorant les cercaviles. Als anys setanta, era habitual que hi hagués entre 2 i 4 colles de bastoners.
L'autèntica explosió va arribar amb el retorn de la democràcia, quan l'Ajuntament va popularitzar els balls populars, arribant a les 11 colles el 1982. Amb la democràcia, i tenint de precedent els casos de Vilanova i Sitges, les dones van començar a ballar bastons el 1982 (fins llavors només podien ballar els homes). El 9 de maig de 1982 es va celebrar a Sant Pere de Ribes la Trobada Nacional de Bastoners de Catalunya, on hi van participar més de 30 colles procedents d'altres poblacions.
Durant els anys vuitanta, hi ha de mitjana 10 colles. El 1993, aquesta xifra va arribar al màxim de 16 colles per una població de poc més de 5.000 habitants. Aquesta xifra es va tornar a repetir el 1995 i el 2000. Durant els primers anys del segle XXI la xifra va baixar. Des del 2014 hi ha 12 colles, 3 de les quals són infantils.

## Balls
Totes les colles de ball de bastons de Ribes ballen les mateixes coreografies. Les colles estan compostes per 8, 12, 16 o múltiples de 4 més grans. Dos bastoners de cada colla són els abanderats, que porten la bandera. Els balls s'estructuren en quadres. Les coreografies són senzilles i repetitives.
Les peces musicals són tocades per colles de grallers. Les melodies són les anomenades "del ball de bastons del Garraf". La velocitat dels balls és lenta, si es compara amb balls de bastons de l'Alt Penedès, però les picades són molt més enèrgiques.
El ball s'inicia en dues rangleres de balladors, amb una parella davant de l'altra. El ball també s'estructura en quadros (quadrats de quatre balladors), que no són fixes durant tot el ball. Al final del ball, cada ballador haurà fet un tomb per les dues fileres, havent passat per totes les posicions. Hi ha alguns moviments comuns en gairebé tots els balls: passar (picar a dalt i després fer un sotacama, intercanviant-se la posició amb un altre bastoner), rematar (o rebatre) i rematar a l'aire (o rebatre a l'aire).
Les danses que es ballen són:
- El passar i rebatre: és el ball més senzill de tots i base de "les creus" i "el dalt-i-baix". La música del passar i rebatre solen ser "La Cirereta", "el Vermut" o "en Pau i la Maria". Segueix el següent patró, que es va repetint: passar, rematar, passar, rematar...
- El dalt i baix: cada quadro pica en diagonal, primer a dalt i després a baix o viceversa. La música del ball seria "la segona" del ball de bastons del Garraf o "la Cirereta". El patró és el següent: dalt-baix, passar, dalt-baix, rematar...
- Les creus: el ballador pica posant els bastons en forma de X al bastoner del costat i després amb el del davant (la parella). La música és "la Boja" del ball de bastons del Garraf. El patró és el següent: creus amb el costat, creus amb el davant, passar, creus amb el costat, creus amb el davant, rematar...
- La boja: és igual que "el passar i rebatre", però es remata a l'aire. La música és la coneguda com "la Marxa dels Pastorets o Ball d'en Serrallonga". El patró és: passar, rematar a l'aire, passar, rematar a l'aire... La boja de Ribes és una variació de la boja normal. La peça es va recuperar als anys 90, i és un pasdoble conegut com "La Marxa de Reus". L'única diferència amb la boja normal és a la meitat del ball, que en comptes de passar es fan tres picades a terra.

Els quatre balls anteriors són intercanviables; és a dir, es poden ballar intercanviant músiques i fins i tot combinant coreografies en canviar de quadre si els balladors són prou hàbils.
- El plegafems: és el ball de lluïment. Es caracteritza per les tres picades que es fan a terra. Hi ha una part del ball en la que a poc a poc s'ha anat perdent la coreografia i que avui no es balla.
- La jove: és un ball creat fa pocs anys per l'anomenada colla Jove. És l'únic ball on no es remata en cap moment. La música utilitzada és el "Cap de Creu" de Manuel Rius i Ramos.
- El carrer Nou: és un ball creat per la colla Gran i estrenat per Sant Pau del 2015. La música és una peça del mestre Rius, composta expressament per ser ballada pel ball de bastons de Ribes. La coreografia es basa en els quatre primers balls, però no és intercanviable.[8]

## Vestuari

Escut antic de Sant Pere de Ribes, encara utilitzat per molts bastoners

El vestuari utilitzat és el següent:
Camisa blanca amb l'escut de Ribes cosit al braç esquerre, mocador estampat de colors creuat per sobre l'espatlla esquerra. Faixa de color vermell, faldilla de color vermell amb doble veta blanca com a voraviu. Calces llargues (pantalons llargs) de color blanc, amb dues vetes paral·leles a cada costat: vermella pel davant i blava al darrere. Camalls curts de color vermell amb cascavells. Espardenyes de set vetes de colors blau i vermell (espardenya Valls). Cada bastoner duu un bastó lligat amb una veta a cada mà, pintat de color vermell.
L'abanderat, en comptes de portar una bastó a la mà esquerra, hi porta una bandera encargolada amb el braç esquerre. La bandera sol ser de color vermell amb doble veta (n'hi ha de color blanc i de color groc). Moltes colles porten l'escut de Ribes al centre de la bandera, però hi ha qui no hi porta res. A l'extrem superior del pal de la bandera hi ha gent que hi col·loca algun clavell, farigola o algunes cintes amb la senyera i cascavells a l'extrem, i també n'hi ha que no hi porten res. L'abanderat porta les vetes de la faldilla de color groc, en comptes de portar-les blanques.
El vestuari ha patit lleugeres modificacions al llarg del temps: les vetes dels pantalons van posar-se a mitjan segle xx. Fins no fa gaire, cada bastoner portava les espardenyes de vetes que volia o que tenia, generalment de paleta (blanques) o de pagès (negres). Les banderes també han anat canviant: als anys 40, per exemple, es portava una bandera triangular amb la bandera espanyola.
Espontàniament, també s'han portat corbates, com a senyal de dol. En alguna altra ocasió, s'ha arribat a portar plomes d'au en un barret o barretines.

## Sortides
El ball de bastons de Ribes surt per Festa Major de Sant Pau (dies al voltant del 25 de gener) i per la de Sant Pere (al voltant del 29 de juny). Les colles infantils i les adultes surten en cercaviles separades. La colla Gran, cada vigília de Festa Major, fa un recorregut per les masies del terme i per Puigmoltó i les Torres, tal com es feia abans. Quan finalitza la cercavila de vigília, es fa una ballada conjunta de les colles.
És habitual veure alguna colla infantil participant en la Festa Major de Puigmoltó, celebrada per Sant Jaume. El ball de bastons també ha sortit en algunes ocasions per TV3.